# Higravstinden
Higravstinden est le plus haut sommet de l'archipel des Lofoten à 1 148 mètres d'altitude. Il se situe sur l'île d'Austvågøya, à la frontière entre les communes de Vågan et  Hadsel.

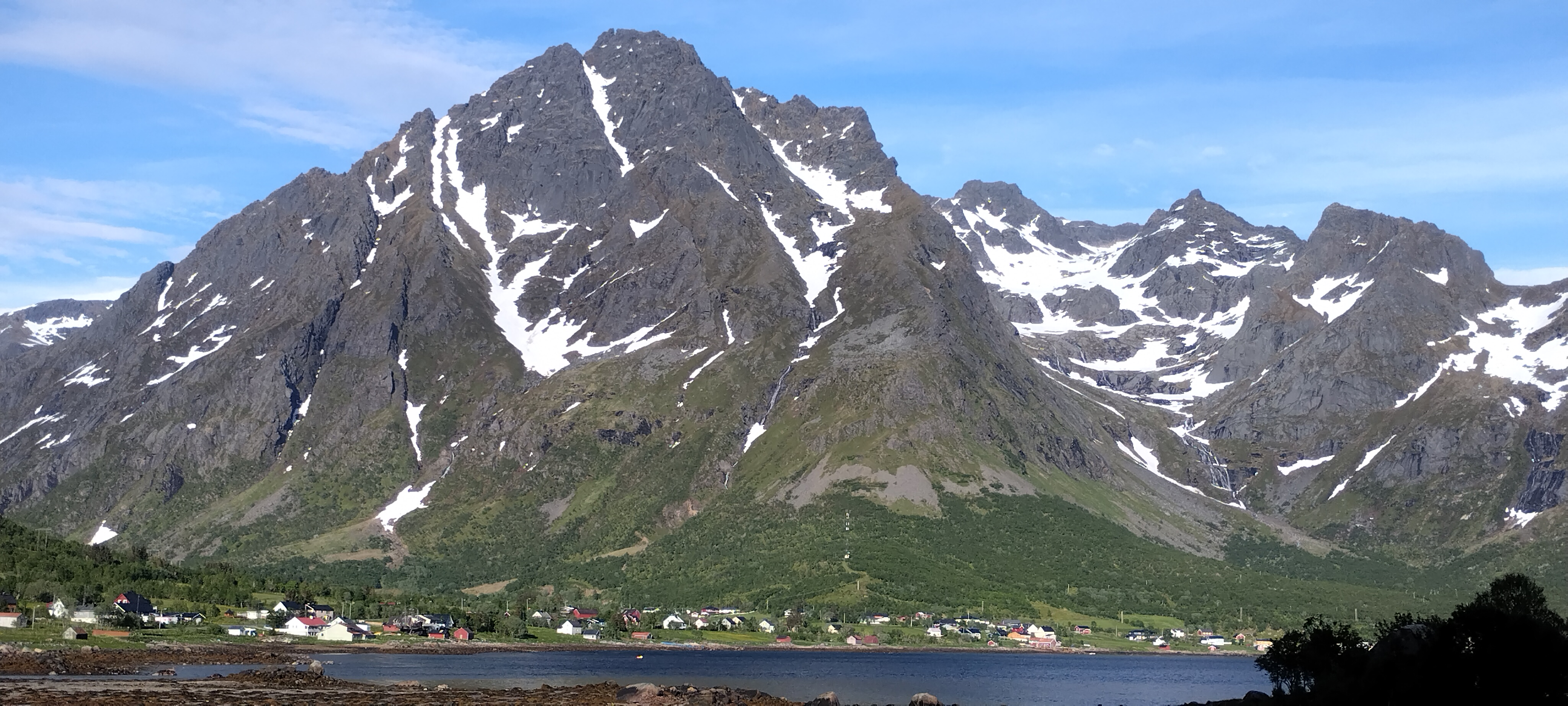
Higravstinden, surplombant le village de Laupstad au nord de l'Austnesfjorden.